# Amblyopone silvestrii

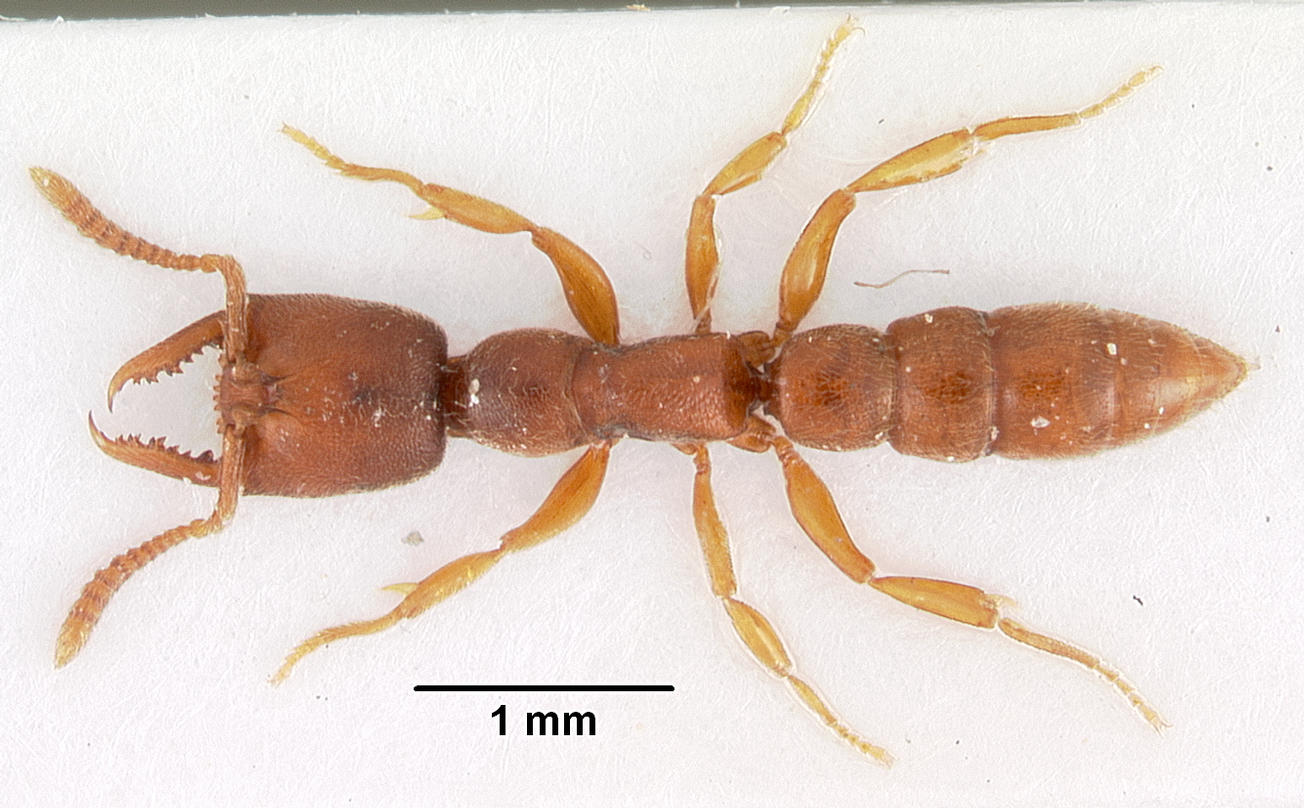

Amblyopone silvestrii (лат.) — вид мелких земляных муравьёв из подсемейства Amblyoponinae. Восточная Азия: Китай, Тайвань, Южная Корея, Япония.

## Описание
Мелкие муравьи (длина тела от 3,5 до 4,5 мм, длина головы менее 0,80 мм), основная окраска красновато-коричневая. Глаза мелкие. Усики короткие, 12-члениковые. Мандибулы длинные, узкие, жало хорошо развито. Клипеус с рядом из 5-8 мелких зубчиков по переднему краю. Стебелёк между грудкой и брюшком состоит из одного узловидного членика (петиоль) широко прикреплённого к брюшку. Хищники, охотятся на мелких членистоногих, таких как многоножки. Самки, покусывая своих личинок (нелетально), питаются их гемолимфой (недеструктивный каннибализм).